# Liste des députés européens de Croatie de la 9e législature

Cet article présente la liste des députés européens de Croatie élus lors des élections européennes de 2019 en Croatie.

## Députés européens élus en 2019
| Nom                 | Parti | Parti                             | Groupe parlementaire européen |
| ------------------- | ----- | --------------------------------- | ----------------------------- |
| Biljana Borzan      |       | Parti social-démocrate de Croatie | S&D                           |
| Valter Flego        |       | Diète démocrate istrienne         | RE                            |
| Mislav Kolakušić    |       | Indépendant                       | NI                            |
| Predrag Matić       |       | Parti social-démocrate de Croatie | S&D                           |
| Tonino Picula       |       | Parti social-démocrate de Croatie | S&D                           |
| Karlo Ressler       |       | Union démocratique croate         | PPE                           |
| Ivan Vilibor Sinčić |       | Bouclier humain                   | NI                            |
| Tomislav Sokol      |       | Union démocratique croate         | PPE                           |
| Dubravka Šuica      |       | Union démocratique croate         | PPE                           |
| Ruža Tomašić        |       | Parti conservateur croate         | CRE                           |
| Željana Zovko       |       | Union démocratique croate         | PPE                           |
| Romana Jerković     |       | Parti social-démocrate de Croatie | S&D                           |

## Entrants et sortants
| Entrant         | Parti                               | Groupe | En remplacement de | Date              | Motif                                |
| --------------- | ----------------------------------- | ------ | ------------------ | ----------------- | ------------------------------------ |
| Romana Jerković | Parti social-démocrate de Croatie   | S&D    | Siège vacant       | 1er février 2020  | Redistribution des sièges du Brexit. |
| Sunčana Glavak  | Union démocratique croate           | PPE    | Dubravka Šuica     | 1er décembre 2019 | Nomination à la Commission           |
| Ladislav Ilčić  | Hrast – Pokret za uspješnu Hrvatsku | CRE    | Ruža Tomašić       | 1er juillet 2021  | Démission                            |

## Changement d'affiliation
| Membre | Parti  | Parti   | Groupe | Groupe  | Date |
| Membre | Ancien | Nouveau | Ancien | Nouveau | Date |
| ------ | ------ | ------- | ------ | ------- | ---- |